# MB6作戦
MB6作戦は、第二次世界大戦中の1940年10月に地中海で行われたイギリス軍の作戦。マルタへの補給物資を運ぶ船団がアレクサンドリアから出発し、その支援のために戦艦や航空母艦を含む艦隊が出撃した。
マルタへ向かうMF4船団は「クラン・マコーリー」 (Clan Macaulay)、「クラン・ファーガスン」 (Clan Ferguson)、「ラナークシャー」 (Lanarkshire)、「メムノン」 (Memnon) の4隻の貨物船からなり、防空巡洋艦（防空艦）「カルカッタ」、「コヴェントリー」と駆逐艦4隻によって護衛されていた。この船団の支援のため、戦艦「ウォースパイト」、「ヴァリアント」、「マレーヤ」、「ラミリーズ」、空母「イーグル」、「イラストリアス」、重巡洋艦「ヨーク」、軽巡洋艦「グロスター」、「リヴァプール」、「エイジャックス」、「オライオン」、「シドニー」、駆逐艦16隻からなる艦隊も出撃した。船団は10月9日にアレクサンドリアから出港した。途中、駆逐艦「インペリアル」が機雷原で損傷した以外は特に何事も無く、10月11日に船団は目的地に着いた。悪天候のためこの時まで部隊は発見されず、イタリア艦隊による妨害を受けることは無かった。だが、帰投する部隊はマルタ出航後すぐに旅客機に発見された。そして、10月12日に軽巡洋艦エイジャックスがイタリア海軍の駆逐艦や水雷艇と交戦した（パッセロ岬沖海戦）。
10月13日から14日にかけての夜、空母「イラストリアス」搭載機がドデカネス諸島のレロス島を空爆した。また、14日に軽巡洋艦「リヴァプール」がイタリア軍機の攻撃で被雷した。損傷した「リヴァプール」は軽巡洋艦「オライオン」に曳航されて帰還した。